# Первенства СССР между командами союзных республик по шахматам
Чемпионаты СССР между командами союзных республик по шахматам проводились с 1948 года. В соревнованиях участвовали сборные республик, входивших в состав СССР. Кроме того, отдельные команды выставляли Москва и Ленинград. Данные соревнования включались в программы 2—4-й, 6—10-й летних Спартакиад народов СССР. Принципы комплектования составов команд и система проведения соревнований неоднократно менялись.
Прообразом соревнования послужил Всесоюзный турнир команд, состоявшийся в Москве в 1927 году. Аналогичное соревнование было проведено в 1929 г. параллельно с 6-м чемпионатом СССР. В довоенные годы к практике проведения соревнований между сборными республик больше не возвращались. Основными командными турнирами были командные чемпионаты ВЦСПС.

## Таблица
| №  | Год  | Город         | Победитель                           |
| -- | ---- | ------------- | ------------------------------------ |
| 1  | 1948 | Ленинград     | Москва                               |
| 2  | 1951 | Тбилиси       | РСФСР                                |
| 3  | 1953 | Ленинград     | Ленинград                            |
| 4  | 1955 | Ворошиловград | РСФСР                                |
| 5  | 1958 | Вильнюс       | Москва                               |
| 6  | 1959 | Москва        | Москва                               |
| 7  | 1960 | Москва        | Ленинград                            |
| 8  | 1962 | Ленинград     | Ленинград                            |
| 9  | 1963 | Москва        | РСФСР                                |
| 10 | 1967 | Москва        | Москва                               |
| 11 | 1969 | Грозный       | Москва                               |
| 12 | 1972 | Москва        | Москва                               |
| 13 | 1975 | Рига          | РСФСР                                |
| 14 | 1979 | Москва        | УССР                                 |
| 15 | 1981 | Москва        | УССР                                 |
| 16 | 1983 | Москва        | Москва                               |
| 17 | 1985 | Волгоград     | РСФСР-1                              |
| 18 | 1986 | Минск         | УССР (м.) / Азербайджанская ССР (ж.) |
| 19 | 1991 | Азов          | УССР                                 |